# 日本モデルロケット協会
特定非営利活動法人日本モデルロケット協会は、モデルロケットの啓蒙・普及活動を行っている特定非営利活動法人である。

## 概観
日本モデルロケット協会は、モデルロケットを通じた青少年の宇宙科学に対する啓蒙・育成を目的としている。
1990年当時禁止されていたモデルロケットを、日本でも打ち上げられるようにしたいという山田誠（前会長）の呼びかけによって、日本モデルロケット協会設立。安全教育と政府機関への働きかけにより、モデルロケットと火薬量5g以下の推進器の一般流通が始まり、1995年には現状に則して規制緩和されるとともに、モデルロケットの法的な基準や取り扱いが決められた。 

## 沿革
- 1990年8月：任意団体として、日本モデルロケット協会設立。
- 1995年：火薬類取締法施行規則の一部改正により火薬類取扱の規制緩和。（モデルロケットの法的な基準や取り扱いが決められた）
- 2004年6月：埼玉県よりNPO法人認証。

## 基礎データ

### 組織
- 最高顧問：山田誠（国際航空連盟CIAM日本委員）
- 会長：桐生亮（日本模型航空連盟理事）
- 更新中

## 活動内容

### 宇宙教育
- ロケット教室：教育委員会，地方自治体，学校など，宇宙に関心のある各種団体等の依頼により実施。
- 自主安全講習会（月1回）
- ロケット競技会：モデルロケット全国大会（年2回）主催，ロケット甲子園主催，モデルロケット世界選手権（2年に1回開催）参加。
- 展示会

### ライセンス発行
モデルロケット打上従事者証（通称ライセンス）を発行。ライセンスは、政府が発行する免許ではなく通達7立局第499号に則って日本モデルロケット協会が発行する資格である。
毎年、種別ごとに決められたライセンス登録料が必要。

#### モデルロケット従事者証
モデルロケット総合教育講習（通称ロケット教室）の履修者に対して，モデルロケットの打上げ実績に応じて発行される。
- 第4級従事者ライセンス：モデルロケット総合教育講習 第４級従事者取得コースを受講
- 第3級従事者ライセンス：第4級従事者が第3級試験で80点以上を取得（見直し予定）
- 第2級従事者ライセンス：認定クラブに所属している第3級従事者で、D,E,F型で各3回以上もしくはG型で3回以上の打上げ実績と該当級以上の従事者からの推薦を受けた後、実技審査と資格審査を受審
- 第1級従事者ライセンス：認定クラブに所属している第2級従事者で、H,I型で各1回以上の打上げ実績と、第1級従事者からの推薦を受けた後、実技審査と資格審査を受審

#### 指導講師ライセンス
主に教育関係者，科学館職員，地方自治体職員等を対象としたライセンス。指導講師（指導講師ライセンス取得者）が、日本モデルロケット協会のテキストに沿って講習をおこなった場合、その講習を受講した者には第4級従事者資格が与えられる。

## 認定クラブ
- 北海道地区 - 北海道モデルロケットクラブ
- 東北 - 東北ロケットリークラブ
- 信越北陸・東北日本海側 - 北信越ロケットクラブ
- 東京・横浜地区 - 東京モデルロケットクラブ
- 関東地区(東京・神奈川) - 武蔵野ロケットクラブ（年に一度アメリカへの遠征を行っている）
- 岐阜県 - スペースチャレンジャー
- 中部・京阪神地方 - 東海モデルロケットクラブ
- 四国地方 - 四国モデルロケットクラブ
- 中国地方 - 中国モデルロケットクラブ
- 九州北部 - スペースキャンプクラブ
- 南極 - 南極ロケットクラブ チームよんぱち